# Marc Jurczyk
Marc Jurczyk (* 21. Januar 1996 in Böblingen) ist ein deutscher Radsportler.

## Sportliche Laufbahn
Schon als Schüler, seit 2008, ist Marc Jurczyk als Radsportler aktiv, zunächst als Mitglied der heimatlichen RSG Böblingen, wo er von dem Olympiasieger und mehrfachen Weltmeister Hans Lutz betreut wurde. 2015 wechselte er zum RSC Turbine Erfurt.
2011 wurde Jurczyk erstmals deutscher Meister, in der Einerverfolgung der Jugend, im Jahr darauf errang er zwei Meistertitel bei den Junioren. Ebenfalls 2013 wurde er Vize-Weltmeister der Junioren im Omnium, und ein Jahr später gemeinsam mit Manuel Porzner Vize-Weltmeister im Zweier-Mannschaftsfahren.
2016 belegte Marc Jurczyk, der sich inzwischen zunehmend auf die Kurzzeitdisziplinen verlegt hatte, bei den UEC-Bahn-Europameisterschaften der Junioren/U23 2016 in Montichiari Platz zwei im  Keirin. Bei den Europameisterschaften der Elite im Herbst desselben Jahres belegte er über 1000 Meter Platz sieben. 2017 belegte er bei seiner ersten Teilnahme an einer Elite-WM im Keirin Rang sechs. Bei den  U23-Europameisterschaft 2018 errang er jeweils Silber in Einerverfolgung, 1000-Meter-Zeitfahren und im Keirin sowie Bronze im Teamsprint mit Nik Schröter und Carl Hinze. 2019 gewann er drei deutsche Meistertitel.
2021 siegte Jurczyk beim Lauf des Nations’ Cup in Sankt Petersburg im 1000-Meter-Zeitfahren, und bei den Weltmeisterschaften Bronze im Teamsprint (mit Joachim Eilers, Nik Schröter und Stefan Bötticher).

## Berufliches
Seit Herbst 2016 ist Marc Jurczyk Mitglied der Sportfördergruppe der Bundespolizei in Kienbaum und machte eine Ausbildung zum Bundespolizisten. Im Februar 2022 wurde er zum Polizeikommissar ernannt.

## Erfolge

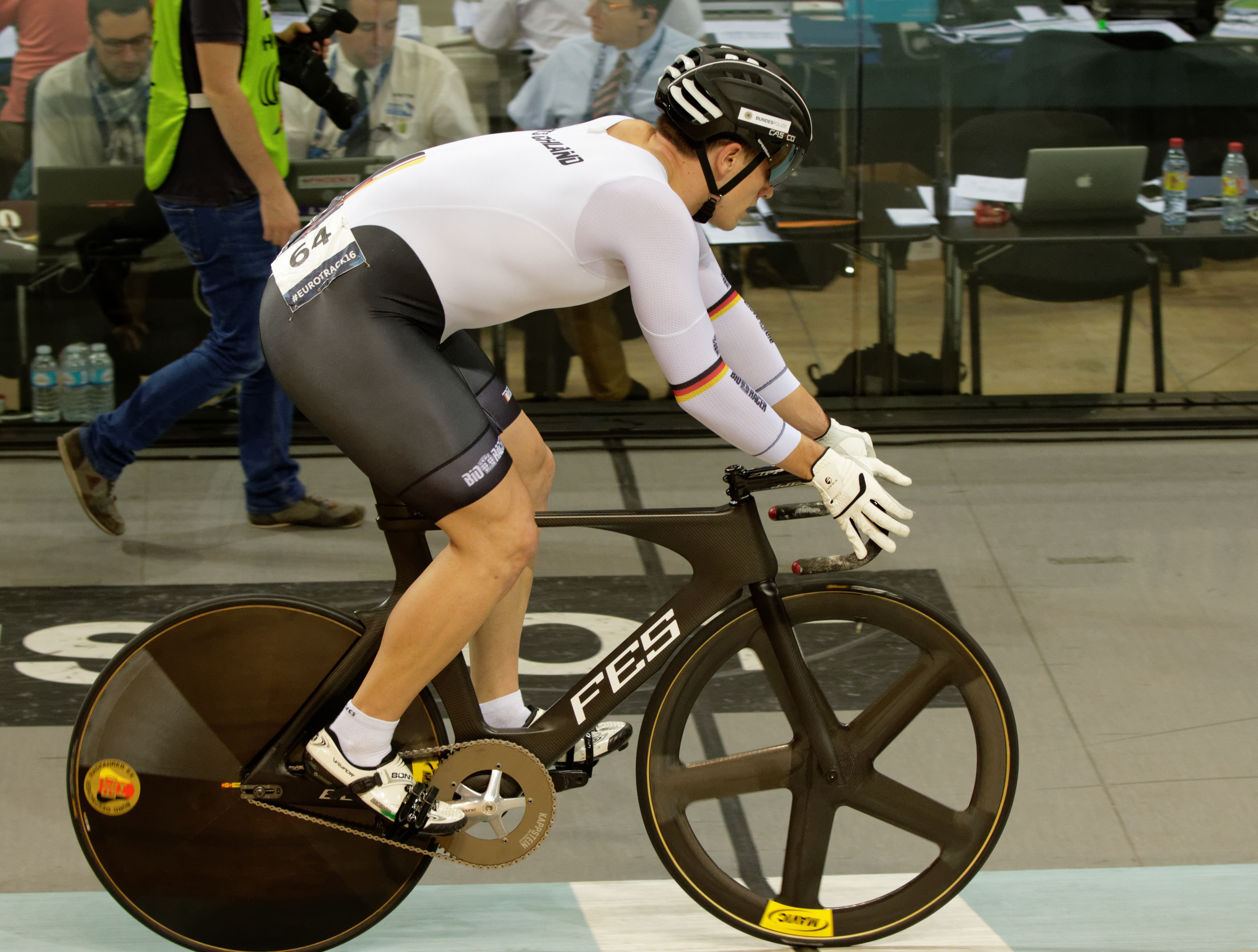
Jurczyk bei den Bahn-Europameisterschaften 2016

### Bahn
2011
- Deutscher Jugend-Meister – Einerverfolgung

2013
- Junioren-Weltmeisterschaft – Omnium
- Deutscher Junioren-Meister – 1000-Meter-Zeitfahren, Zweier-Mannschaftsfahren (mit Sven Reutter)

2014
- Junioren-Weltmeisterschaft – Zweier-Mannschaftsfahren (mit Manuel Porzner)
- Deutscher Junioren-Meister – 1000-Meter-Zeitfahren, Sprint

2016
- Europameisterschaft (U23) – Keirin

2018
- Europameisterschaft (U23) – Einerverfolgung, 1000-Meter-Zeitfahren, Keirin
- Europameisterschaft (U23) – Teamsprint (mit Nik Schröter und Carl Hinze)

2019
- Deutscher Meister – Keirin, 1000-Meter-Zeitfahren, Teamsprint (mit Maximilian Dörnbach, Maximilian Levy und Nik Schröter)

2021
- Nations’ Cup in Sankt Petersburg – 1000-Meter-Zeitfahren
- Weltmeisterschaft – Teamsprint (mit Joachim Eilers, Nik Schröter und Stefan Bötticher)

### Straße
2014
- Mannschaftszeitfahren (Junioren) Sint-Martinusprijs Kontich  (mit Leo Appelt, Jasper Frahm, Marcel Franz, Robert Jägeler und Moritz Malcharek)

## Teams
- 2019 Team Erdgas.2012
- 2020 Team TheedProjekt-Cycling